# Distretto di Karataş
Il distretto di Karataş (in turco: Karataş ilçesi) è un distretto della Turchia nella provincia di Adana con 20.896 abitanti (dato 2012)
Il capoluogo è la città di Karataş.

## Geografia antropica

### Suddivisioni amministrative
Il distretto è suddiviso in 3 comuni (Belediye) e 37 villaggi (Köy)